# بيارن بو
بيارن بو (بالنرويجية البوكمول: Bjarne Bø)‏ هو ممثل نرويجي، ولد في 3 أبريل 1907، وتوفي في 8 أغسطس 1998. من الجوائز التي نالها King's Medal of Merit ‏.

## جوائز
- King's Medal of Merit [الإنجليزية]‏

## وصلات خارجية
- بيارن بو على موقع IMDb (الإنجليزية)
- بيارن بو على موقع قاعدة بيانات الأفلام السويدية (السويدية)
- بيارن بو على موقع قاعدة بيانات الفيلم (الإنجليزية)